# Compagnie des chemins de fer d'intérêt local de Saône-et-Loire

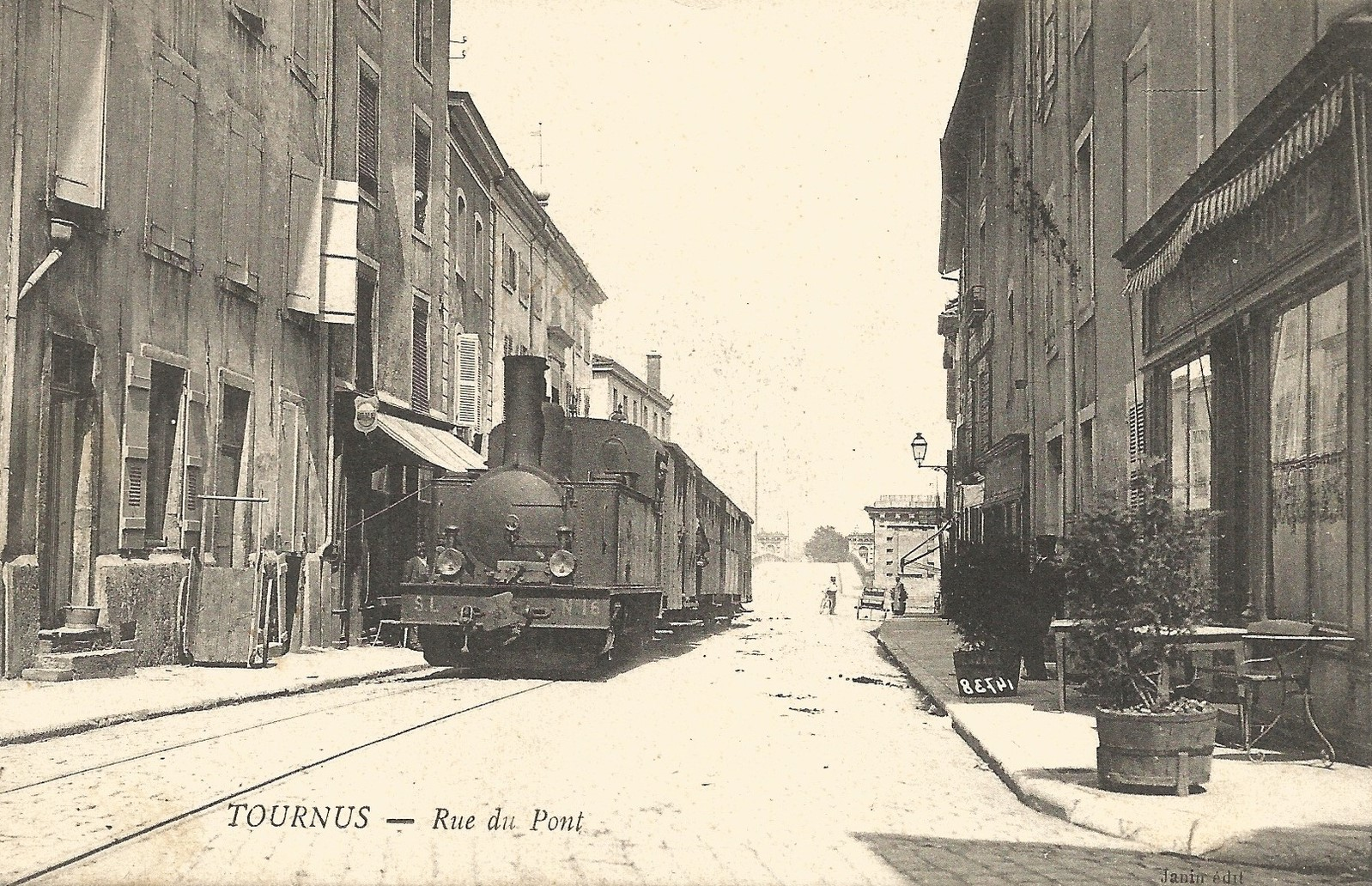
Un train à Tournus, rue du pont tracté par la locomotive n°16.

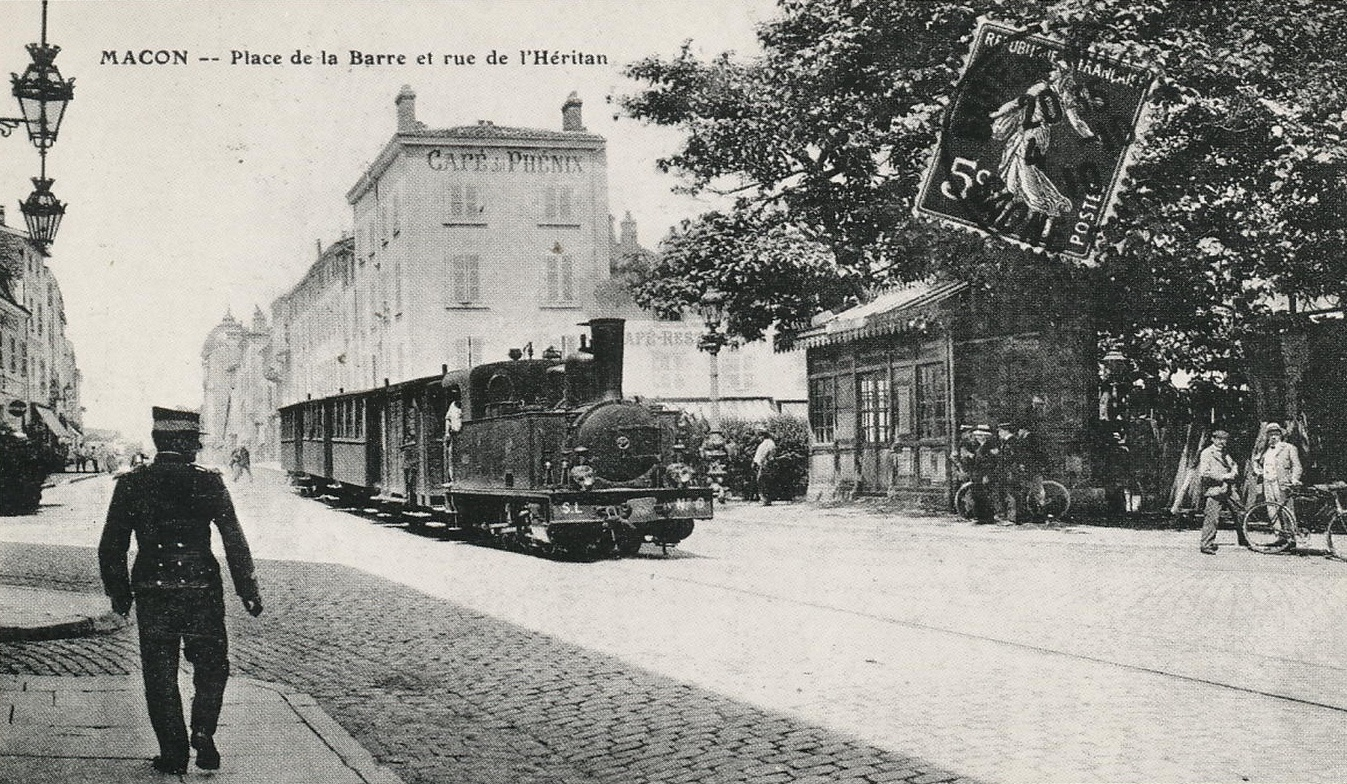
Un train place de la Barre à Mâcon tracté par la locomotive n°6.

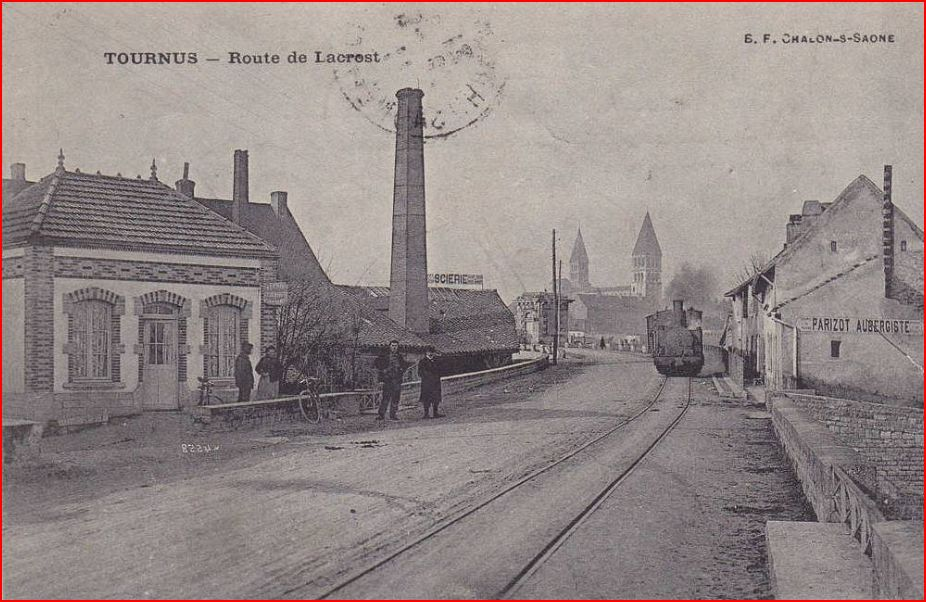
Un train à Tournus en direction de Louhans.

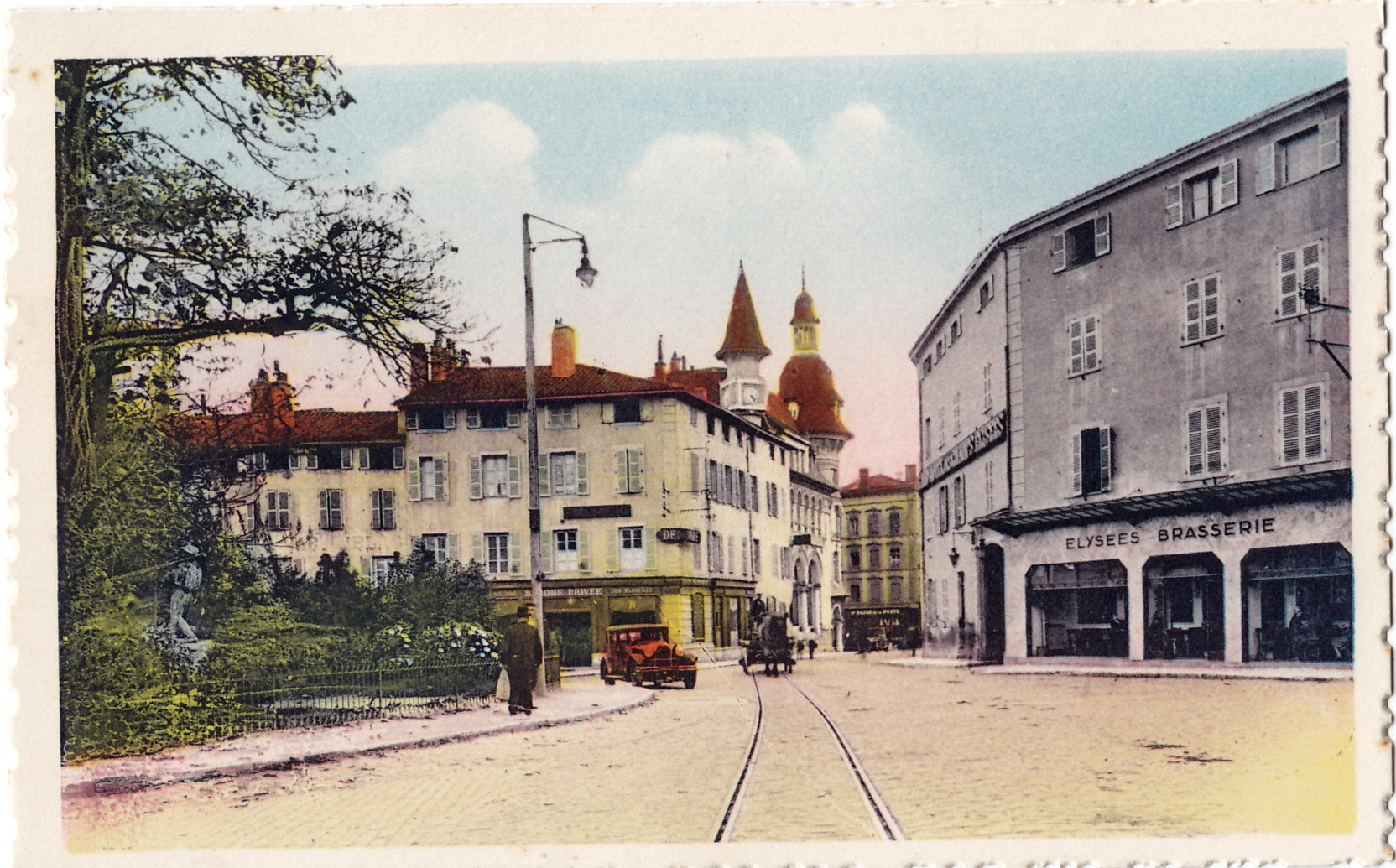
La voie de la ligne de Mâcon à Fleurville via Lugny à Mâcon (place de la Barre).

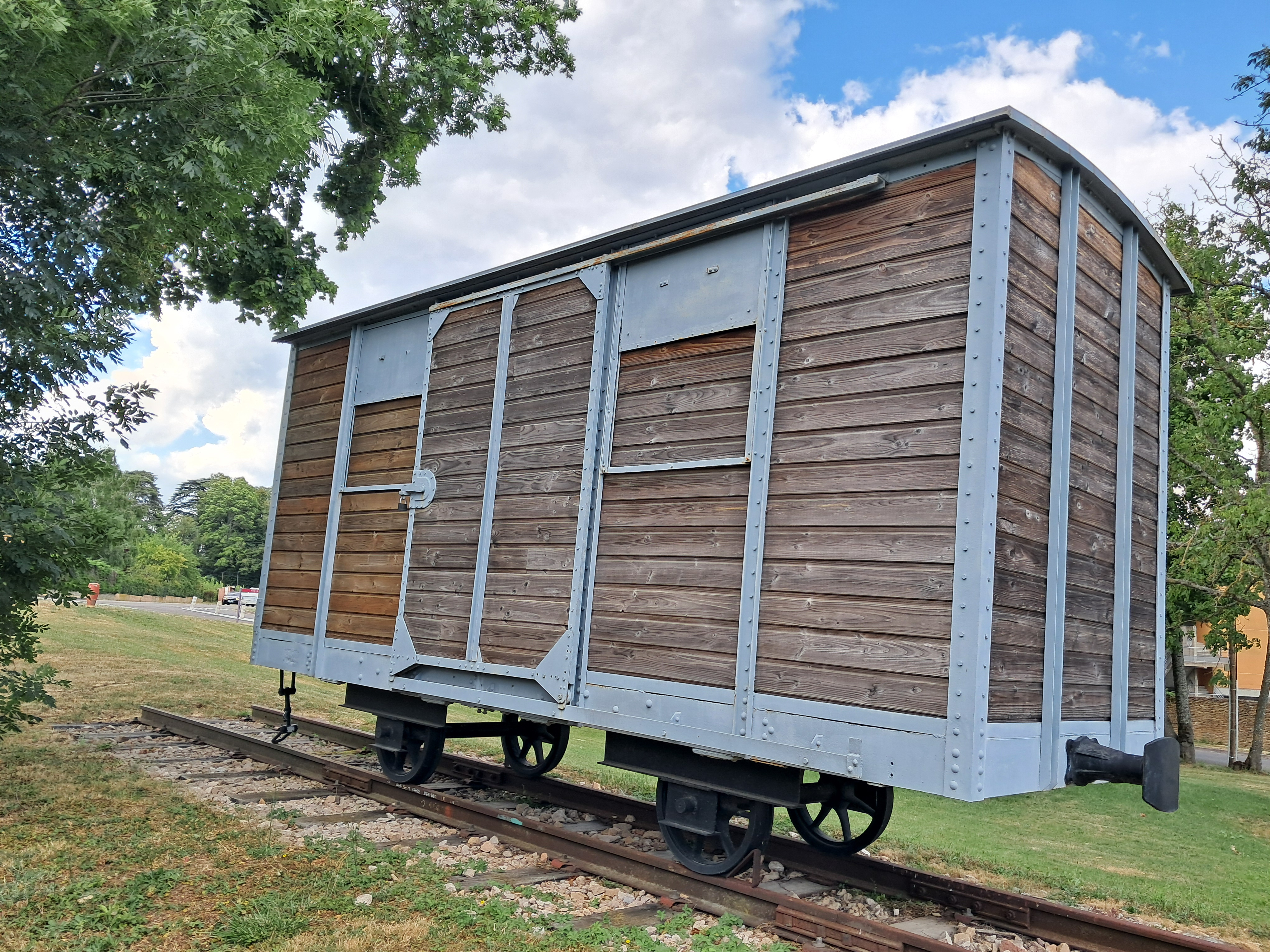
Ancien wagon du « tacot de Fleurville » visible depuis 2018 à Hurigny.

La Compagnie des chemins de fer d'intérêt local de Saône-et-Loire (SL) est créée pour construire et exploiter un réseau ferroviaire à voie métrique dans le département de Saône-et-Loire entre 1901 et 1945. 

## Histoire
La concession est attribuée à messieurs Edmond Coignet, ingénieur civil, et Paul Grosselin, tous deux demeurant à Paris.

## Les lignes

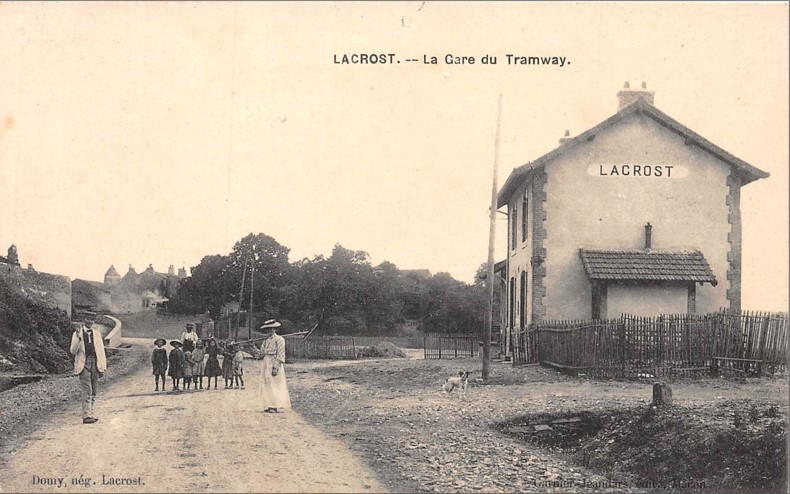
La gare de Lacrost sur la ligne de Tournus à Louhans.
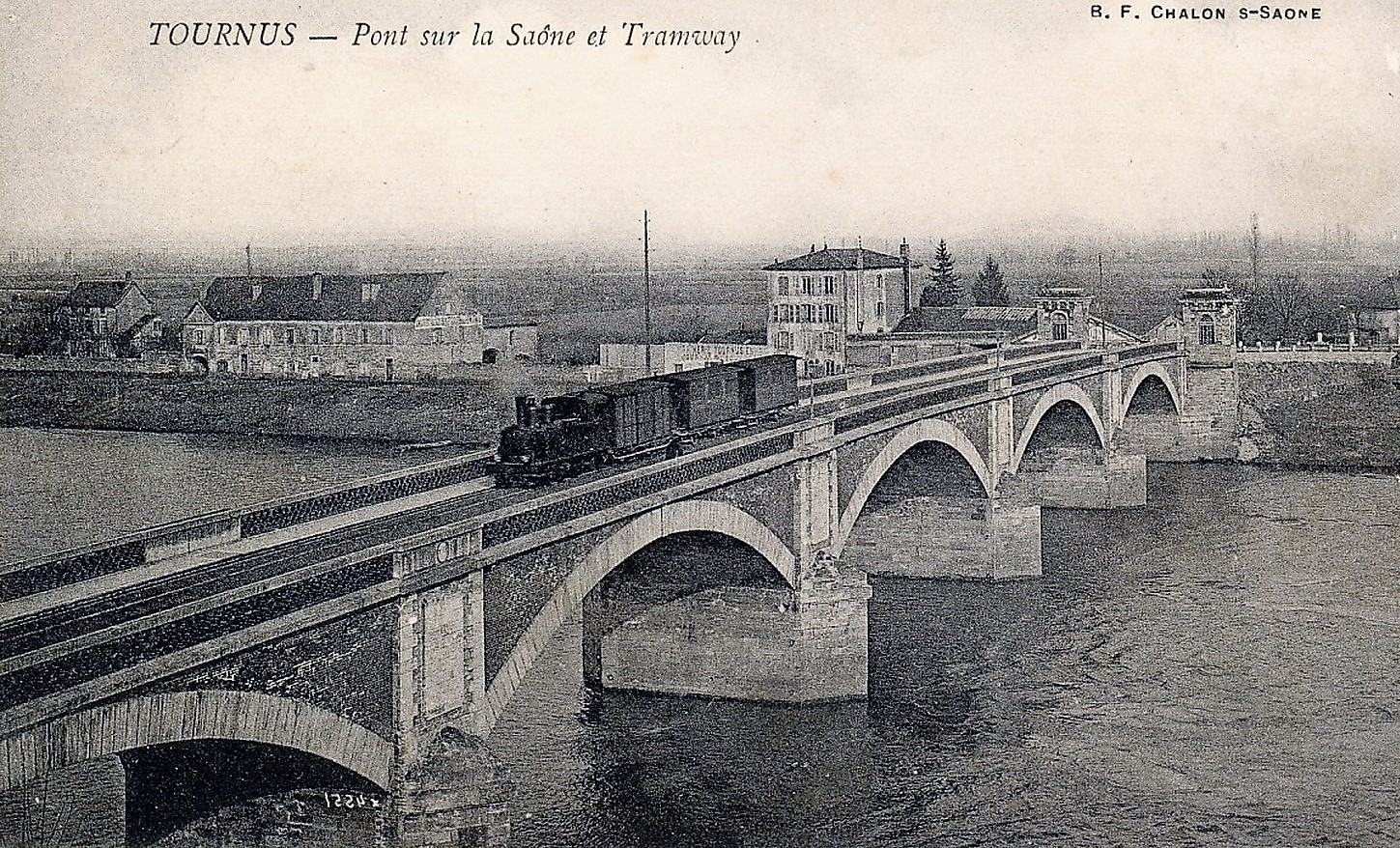
Le pont sur la Saône à Tournus avec un train entrant dans la ville.
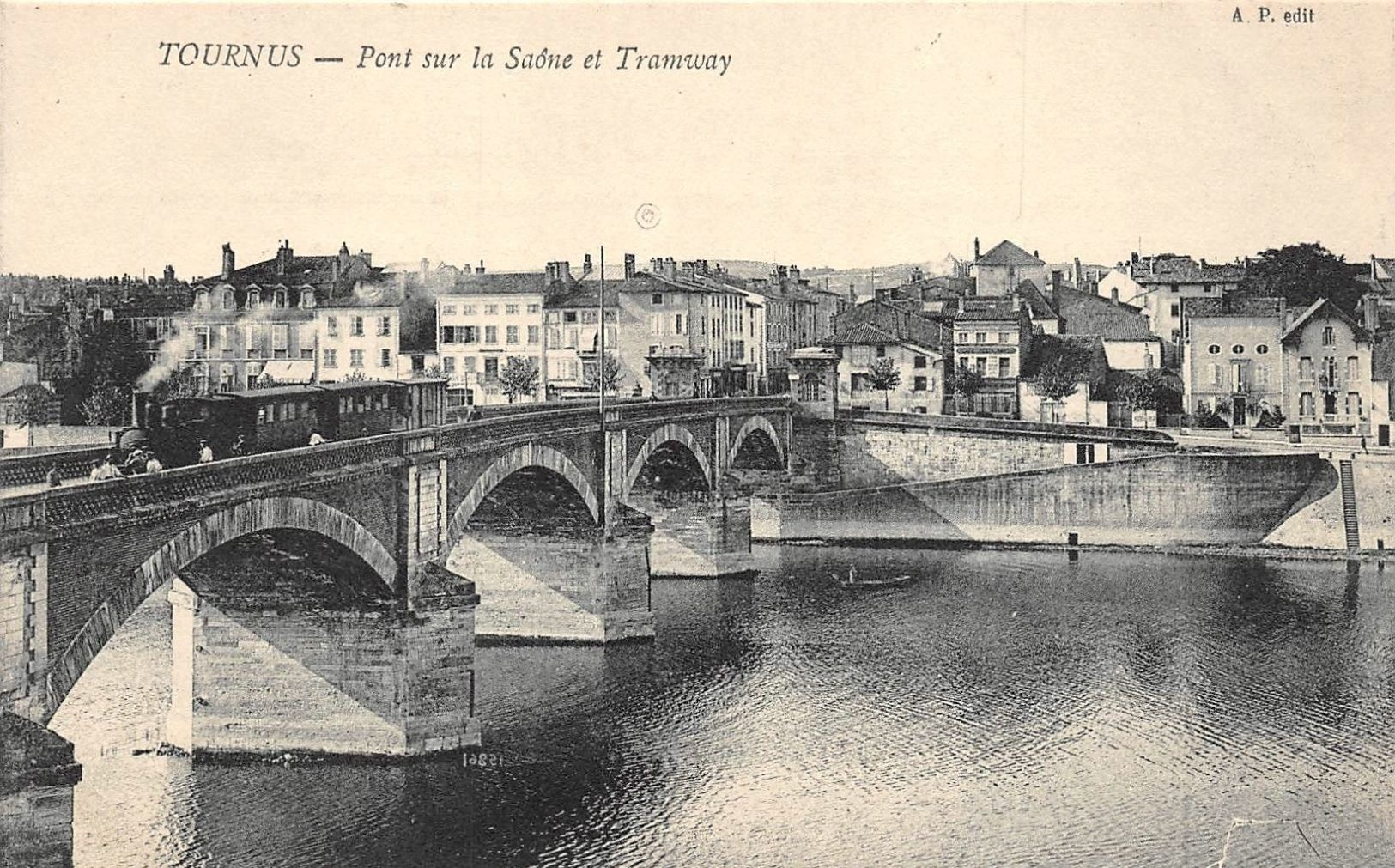
Le pont sur la Saône à Tournus avec un train quittant la ville.
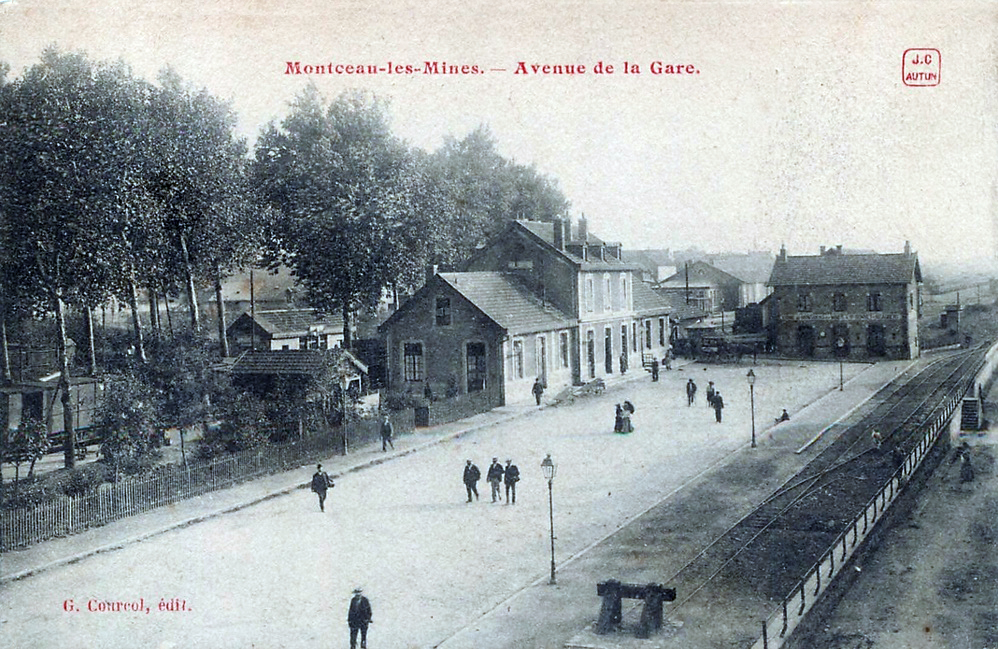
Disposition des voies en gare de Montceau-les-Mines avec le bâtiment voyageurs SL perpendiculaire à celui du PLM.
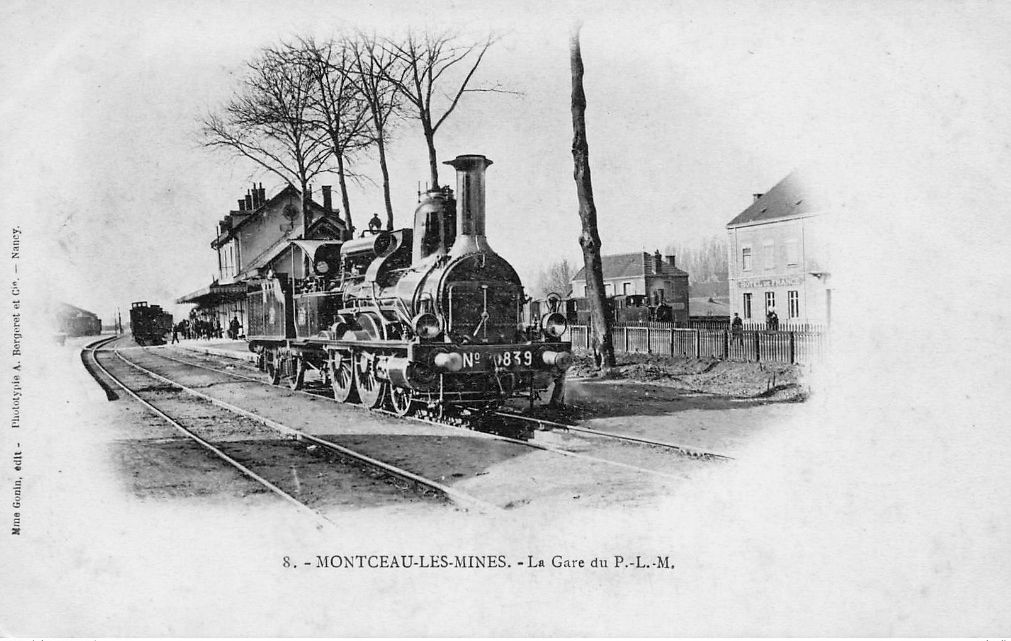
Gare du PLM et derrière la gare S.L avec un train.

Les lignes administrées par cette compagnie, résultant d'un programme de chemins de fer départementaux établi en 1891, étaient les suivantes : 
- la ligne de Chemin de fer d'Autun à Château-Chinon, longue de 49 kilomètres (dont 26 km en Saône-et-Loire), ouverte le 22 août 1900, puis le 28 août 1904[3] de Corcelles à Château-Chinon, et fermée en 1934 ;
- la ligne de Saint-Bonnet-de-Joux-Beaubery à Montceau-les-Mines, longue de 45 kilomètres, ouverte le 6 décembre 1900 et fermée en 1935[4],[5],[6] ;
- la ligne de Chalon-sur-Saône à Mervans, longue de 30 kilomètres, ouverte en totalité le 26 novembre 1903[7] (ouverture de Mervans à Saint-Marcel dès le 25 juin 1901) et fermée en 1932 pour le trafic de voyageurs et en 1945 pour le transport de marchandises ;
- la ligne de Mâcon à Fleurville via Lugny, longue de 35 kilomètres, inaugurée le 11 novembre 1900 et fermée en 1931 pour le trafic de voyageurs[8] et en 1935 pour le transport de marchandises ;
- la ligne de Tournus à Louhans, longue de 33 kilomètres, ouverte en 1907 et fermée en 1938.

Toutes ces lignes n'étaient pas reliées entre elles.
Chacune possédait son propre dépôt : 
- Saint-Marcel pour la ligne de Chalon-sur-Saône à Mervans[9] ;
- Cuisery pour la ligne de Tournus à Louhans ;
- Fleurville (alors hameau de la commune de Vérizet) pour la ligne de Mâcon à Fleurville.

## Matériel roulant
Locomotives à vapeur :
- N° 1 à 2, type 030, livrées par Corpet-Louvet ;
- N° 3 à 10, type 030, livrées en 1900 par Corpet-Louvet,(743-750) ;
- N° 11 à 13, type 030, livrées  en 1900 et 1901 par Corpet-Louvet,(752-754) ;
- N° 14, type 030, livrée  en 1903 par Corpet-Louvet,(756) ;
- N° 15, type 030, livrée par Corpet-Louvet ;
- N° 16 à 18, type 030, livrées en 1904 par Corpet-Louvet,(965-967).

Voitures à voyageurs
- voitures à 2 essieux et accès par plates-formes : 55 unités.

### Vestiges
Il subsiste beaucoup de bâtiments ferroviaires.

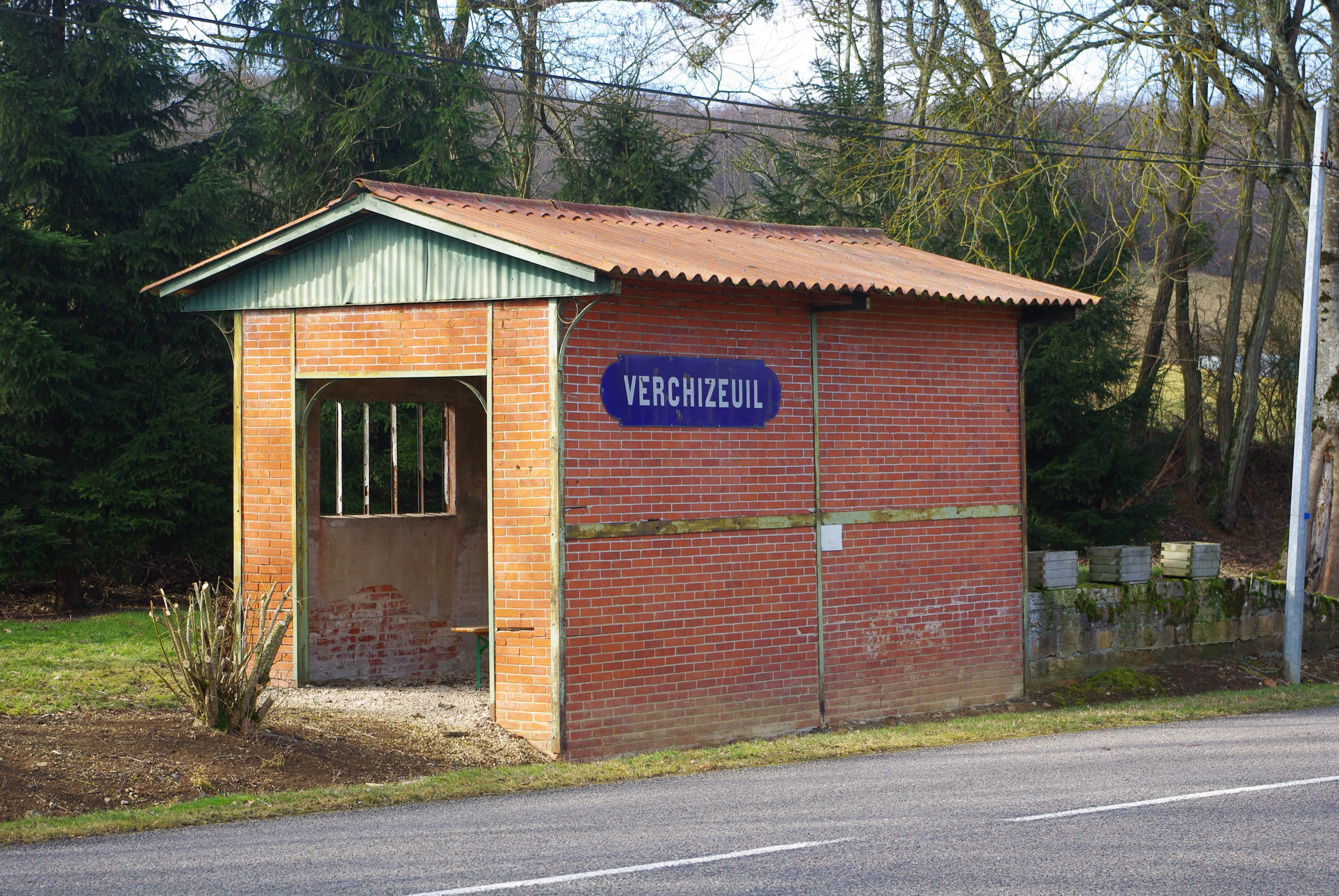
La halte de Verchizeuil.
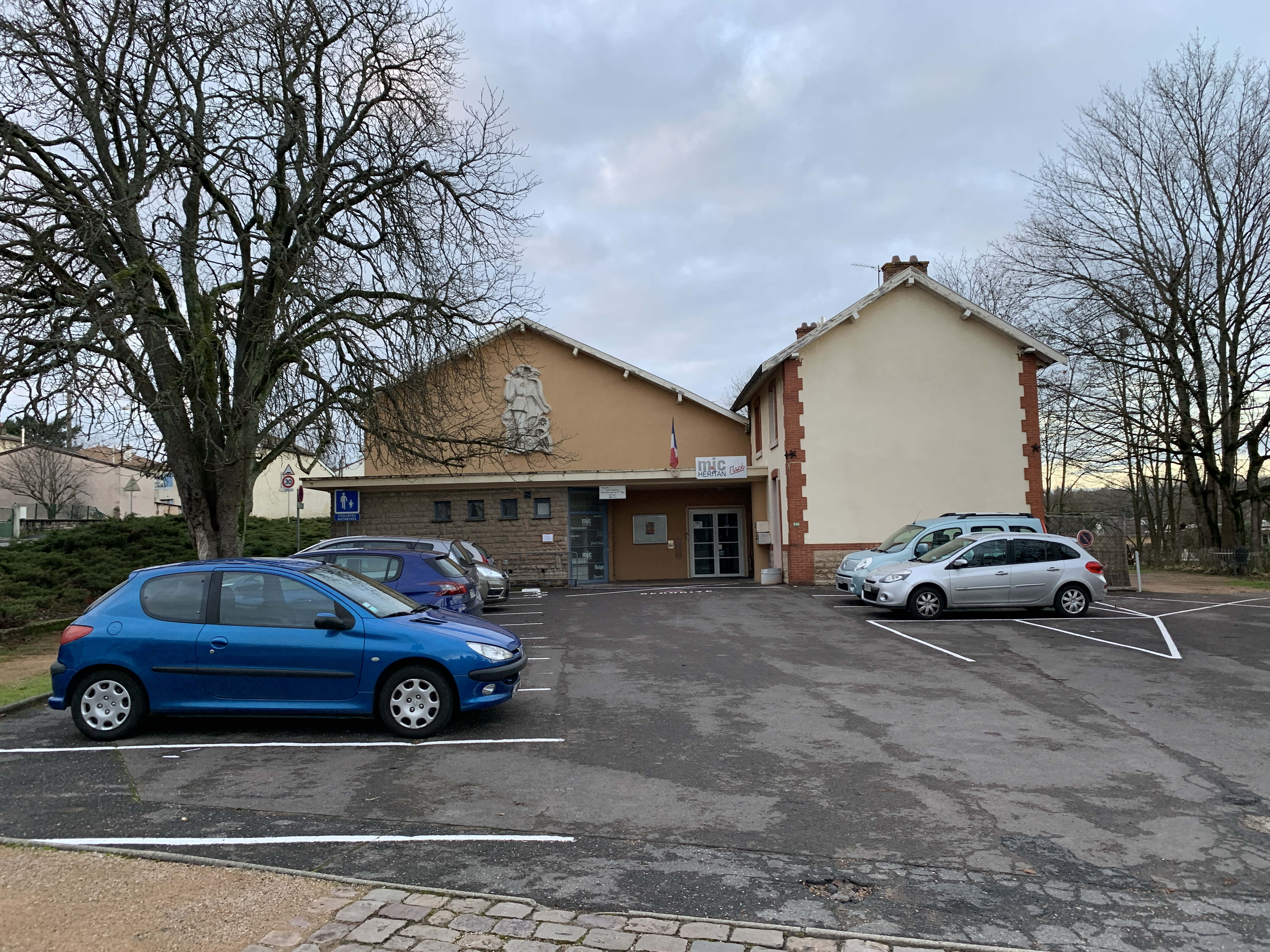
Ancienne gare de Flacé.
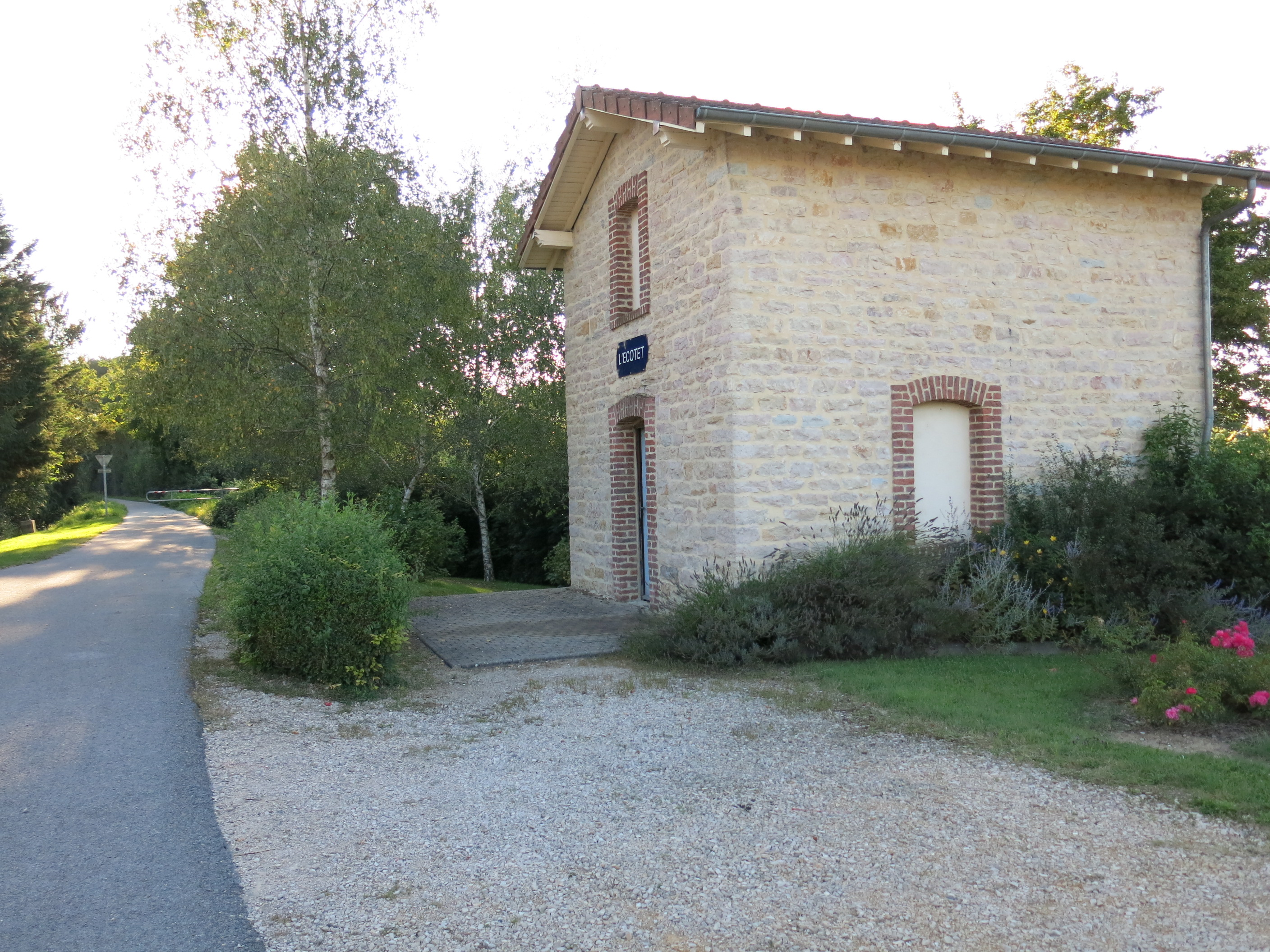
La station de L'Ecotet, sur la ligne de Tournus à Louhans.